# Margherita Buy

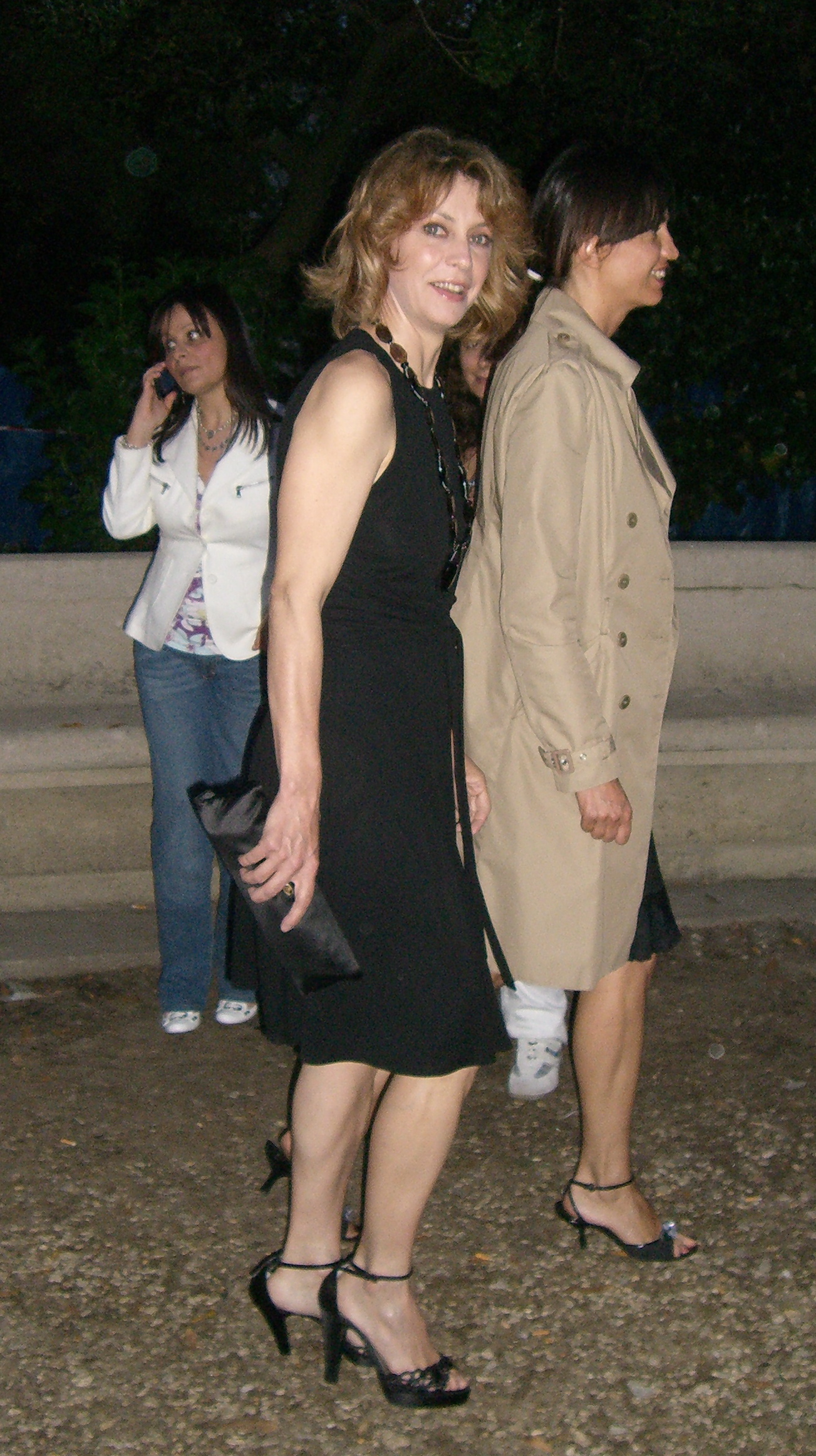
Margherita Buy (2008)

Margherita Buy (* 15. Januar 1962 in Rom) ist eine italienische Schauspielerin. Sie gehört zu den profiliertesten Darstellerinnen des italienischen Kinos. Bei vierzehn Nominierungen wurde ihr fünf Mal der bedeutendste italienische Filmpreis David di Donatello verliehen. Sechs Mal (bei dreizehn Nominierungen) erhielt sie den Nastro d’Argento, den Preis der italienischen Filmjournalisten.

## Biografie
Ihre Schauspielausbildung  absolvierte Margherita Buy an der Accademia nazionale d’arte drammatica in Rom, an der sie ihren späteren Ehemann, den Schauspieler und Regisseur Sergio Rubini (* 1959), kennenlernte. Buy spielte zunächst Theater, unter anderem in Stücken von Umberto Marino. Ihr Debüt vor der Kamera hatte sie 1983 in einer Nebenrolle in der Komödie Flipper von Andrea Barzini. Ihr erster größerer Kinoauftritt war 1986 die weibliche Hauptrolle in Nino Bizarris atmosphärischem Film La seconda notte, einer „Kammersonate für zwei Instrumente“ über Erinnerung und Liebe. Der französische Schauspieler Maurice Garrel verkörpert darin einen Witwer, der noch einmal ein abgelegenes Kurhotel besucht, in dem er einst seine Frau kennenlernte. Als ein von Buy gespieltes Mädchen in dem Hotel auftaucht und ihn an sie erinnert, macht er ihr anonym den Hof, indem er Briefe an sie schreibt. Die Aufmerksamkeit des Publikums erregte Margherita Buy jedoch erst in den von Daniele Luchetti inszenierten Komödien Von Räubern, Kavalieren und harmonischen Menschen (1988) und La settimana della sfinge (1990). Für ihr Spiel in Letzterer wurde sie auf dem Filmfestival von San Sebastián mit dem Preis für die beste Schauspielerin ausgezeichnet.
1991 spielte sie an der Seite von Sergio Rubini in dessen Regiedebüt La Stazione – Der Bahnhof nach einem Theaterstück von Umberto Marino, mit dem Buy und Rubini zuvor auf Bühnen in ganz Italien aufgetreten waren. Rubini ist darin der schüchterne Stationsvorsteher einer Kleinstadt, bei dem eine von Buy dargestellte junge Frau Zuflucht vor ihrem wütenden Verlobten sucht. Für diesen Film erhielt Buy erstmals den italienischen Filmpreis, Premio David di Donatello, und ihren ersten Nastro d’Argento als beste Hauptdarstellerin.
Mit den folgenden Komödien, Chiedi la luna (1991) und Hätt’ ich dich bloß niemals kennengelernt (1992), wurde Margherita Buy in ihrer Heimat zum „Star des populären Kinos“ und festigte ihr Image als „neurotische, scheue, etwas linkische Frau“. Danach spielte sie, wie Filmkritiker befanden, „Rollen von wenig bis gar keiner Relevanz, die eindeutig nicht zu ihr passten“: In Arriva la buffera (1993) gab sie eine „durchtriebene Erbin“, in Cominció tutto per caso (1993) „eine Synchronsprecherin in einer Ehekrise“ und in Prestazione straordinaria (1994) „eine Top-Managerin, die ihre männlichen Untergebenen sexuell belästigt“.
In Cristina Comencinis Drama Geh’, wohin Dein Herz Dich trägt (1995), einer sich über Jahrzehnte erstreckenden Familiengeschichte nach dem gleichnamigen Roman von Susanna Tamaro, teilte sich Buy (als Olga, das Mädchen) mit Virna Lisi (als Olga, die Großmutter) die Hauptrolle. Ebenfalls zu ihren „besten Darstellungen“ zählen die Rollen einer Kellnerin, die sich in der romantischen Komödie Cuori al verde (1996) für eine Karriere als Callgirl entscheidet, und einer Nonne, die in dem Drama Nicht von dieser Welt (1999) an ihrer Berufung zweifelt. Für diesen Film erhielt sie zum zweiten Mal einen Premio David di Donatelli und ihren zweiten Nastro. Einen weiteren Nastro sowie eine David-Nominierung brachte ihr 2001 die Rolle in Ferzan Özpeteks Drama Die Ahnungslosen als eine auf die Behandlung von AIDS-Patienten spezialisierten Ärztin ein, die nach dem Unfalltod ihres Ehemanns erfährt, dass er sie mit einem Mann betrogen hat.
2002 teilte sich Margherita Buy den Nastro d’Argento für die beste Nebendarstellerin mit ihren Partnerinnen Virna Lisi und Sandra Ceccarelli in Cristina Comencinis Familiendrama Der schönste Tag in meinem Leben, einer „Analyse der verschiedenen Aspekte der Liebe“, über „die Beziehung zur Treue, zum eigenen Körper, zum Sex“. 2004 erhielt sie einen Nastro und einen David für eine Nebenrolle in Paolo Virzìs Komödie Caterina va in città. 2004 spielte sie in zwei für das Fernsehen produzierten Verfilmungen von Kriminalfällen des Kommissars Maigret dessen Frau Louise. Im selben Jahr spürte sie als Polizistin in dem Thriller Il siero della vanità mehreren spurlos verschwundenen TV-Persönlichkeiten nach und erntete dafür 2005 eine weitere Nominierung für den Nastro d’Argento. Für die in zwölf Kategorien nominierte Liebeskomödie Handbuch der Liebe wurde ihr 2004 auch der David für die beste Nebendarstellerin verliehen. Für I giorni dell'abbandono (2005), in dem sie eine deprimierte von ihrem Mann verlassene Frau darstellt, war sie 2006 erneut für einen Nastro nominiert.
Im Jahr 2006 spielte Buy in Nanni Morettis Politsatire Der Italiener die Frau eines Filmproduzenten, der die Lebensgeschichte des italienischen Ministerpräsidenten und Medienmoguls Silvio Berlusconi verfilmen will. Der Film gewann den David in sechs von dreizehn Kategorien, in denen er nominiert war. Margherita Buy war als beste Nebendarstellerin nominiert und erhielt für die Rolle 2007 einen Nastro. Im selben Jahr spielte sie in dem von Ferzan Özpetek inszenierten Drama Saturno Contro – In Ewigkeit Liebe und war wiederum unter den Nominierten für einen Nastro und den David als beste Darstellerin. 2008 erhielt sie den David für ihre Hauptrolle in Silvio Soldinis Drama Tage und Wolken (2007) über den sozialen Absturz einer Mittelstandsfamilie in Zeiten der Wirtschaftskrise.
Im März 2009 kam Enzo Monteleones Verfilmung von Cristina Comencinis Theaterkomödie Due partite in die italienischen Kinos. Buy spielt darin eine der acht weiblichen Hauptrollen und wurde mit ihren sieben Kolleginnen für den Nastro nominiert. Ebenfalls 2009 war sie in Francesca Comencinis Lo spazio bianco, der Verfilmung von Valeria Parrellas Debütroman Zeit des Wartens, zu sehen; zudem spielte sie in der von ihrem inzwischen geschiedenen Ehemann, Rubini, inszenierten Komödie L'uomo nero.
2015 gewann sie bei der Verleihung des Nastro d’Argento erneut in der Kategorie Beste Hauptdarstellerin für Mia Madre, wieder unter der Regie von Nanni Moretti.
Ihre Ehe mit Sergio Rubini wurde geschieden. Margherita Buy lebt seit 1999 an der Seite eines Chirurgen, mit dem sie eine Tochter (* 2001) hat.

## Filmografie (Auswahl)

### Kino
- 1983: Flipper
- 1986: La seconda notte
- 1988: Von Räubern, Kavalieren und harmonischen Menschen (Domani accadrà)
- 1988: Stray Days – Heiß auf Liebe (I giorni randagi)
- 1990: La Stazione – Der Bahnhof (La stazione)
- 1990: La settimana della Sfinge
- 1990: Nulla ci può fermare
- 1991: Chiedi la luna
- 1992: Cominciò tutto per caso
- 1992: Hätt’ ich dich bloß niemals kennengelernt (Maledetto il giorno che t’ho incontrato)
- 1993: Arriva la bufera
- 1993: Condannato a nozze
- 1994: Prestazione straordinaria
- 1994: Der Lieblingssohn (Le fils préféré)
- 1995: Il cielo è sempre più blu
- 1995: Geh’, wohin Dein Herz Dich trägt (Va' dove ti porta il cuore)
- 1995: Facciamo paradiso
- 1996: Cuori al verde
- 1997: Augenzeuge in Gefahr (Testimone a rischio)
- 1998: Die süße Kunst des Müßiggangs (Dolce far niente)
- 1999: Nicht von dieser Welt (Fuori dal mondo)
- 1999: Tutto l’amore che c’è
- 2001: L’ombra del gigante
- 2000: Controvento
- 2000: Non ho tempo
- 2001: Die Ahnungslosen (Le fate ignoranti)
- 2001: Der schönste Tag in meinem Leben (Il più bel giorno della mia vita)
- 2002: Ma che colpa abbiamo noi
- 2003: Il siero della vanità
- 2003: Caterina va in città
- 2004: L’amore ritorna
- 2005: I giorni dell’abbandono
- 2005: Handbuch der Liebe (Manuale d’amore)
- 2006: Der Italiener (Il caimano)
- 2006: Die Unbekannte (La sconosciuta)
- 2006: Commediasexi
- 2007: Saturno Contro – In Ewigkeit Liebe (Saturno contro)
- 2007: Tage und Wolken (Giorni e nuvole)
- 2009: Due partite
- 2009: Lo spazio bianco
- 2009: L’uomo nero
- 2010: Genitori & figli:) – Agitare bene prima dell'uso
- 2010: Happy Family
- 2010: Matrimoni e altri disastri
- 2011: Habemus Papam – Ein Papst büxt aus (Habemus Papam)
- 2012: Com'è bello far l'amore
- 2012: Magnifica presenza
- 2012: Rot und Blau (Il rosso e il blu)
- 2012: La scoperta dell'alba
- 2013: Viaggio sola
- 2014: La gente che sta bene
- 2015: Mia Madre (Mia madre)
- 2015: Für immer eins (Io e lei)
- 2016: Nemiche per la pelle
- 2016: La vita possibile
- 2016: Come diventare grandi nonostante i genitori
- 2016: Questi giorni
- 2017: Piccoli crimini coniugali
- 2018: Io c'è
- 2018: Moschettieri del re – La penultima missione
- 2020: Tutti per 1 – 1 per tutti
- 2021: Drei Etagen (Tre piani)
- 2021: Il silenzio grande
- 2021: 7 donne e un mistero
- 2023: Das Beste liegt noch vor uns (Il sol dell’avvenire)
- 2023: Amleto è mio fratello
- 2023: Il primo giorno della mia vita
- 2023: Volare
- 2024: Dieci minuti
- 2024: Romeo è Giulietta
- 2024: Trifole
- 2024: Una terapia di gruppo

### Fernsehen
- 1986: Diciottanni – Versilia 1966 (2 Folgen)
- 1987: Eine große Liebesgeschichte (Una grande storia d’amore)
- 1999: La vita che verrà (Folge 1x02)
- 2002: Incompreso
- 2004: Maigret: La trappola
- 2004: Maigret: L’ombra cinese
- 2008: Amiche mie (12 Folgen)
- 2008: Pinocchio
- 2019: Made in Italy (8 Folgen)
- 2022: Und draußen die Nacht (Esterno notte)
- 2024: Ripley (4 Folgen)